# Мундака-упанишада
«Мунда́ка-упаниша́да» (санскр. मुण्डक उपनिषद्, IAST: Muṇḍaka Upaniṣad) или «Мундакопанишад» (санскр. मुण्डकोपनिषद्, IAST: Muṇḍakopaniṣad) — ведийский текст на санскрите, одна из одиннадцати Упанишад канона мукхья, к которому принадлежат наиболее древние Упанишады, прокомментированные Шанкарой. «Мундака-упанишада» ассоциируется с «Атхарва-ведой» и в каноне муктика из 108 основных Упанишад стоит на пятом месте.
«Мундака-упанишада» состоит из 64 мантр — это одна из так называемых «мантра-упанишад». Однако, как и другие Упанишады этой категории и в отличие от многих мантр, «Мундака-упанишада» не предназначалась для использования в проведении яджн. Основным предназначением Упанишад является обучение знанию о Брахмане, которое невозможно обрести ни проведением яджн, ни поклонением (упасаной). Возможно, название этой Упанишады произошло от слова мунда, которое в переводе означает «бритая голова». Подразумевается, что для того, кто окажется способным постичь смысл этой Упанишады, все иллюзии и ложные представления материального мира будут сбриты, подобно волосам. «Мундака-упанишада» является первым текстом, в котором перечисляются шесть Веданг.
В начале этой Упанишады утверждается, что творец Вселенной Брахма поведал её своему сыну Атхарве, тот передал её Ангирасу, который, в свою очередь, передал это знание Шаунаке. Эта Упанишада представляет собой диалог между Ангирасом и Шаунакой.